# Noyers (Haute-Marne)
Noyers é uma comuna francesa na região administrativa de Grande Leste, no departamento de Haute-Marne. Estende-se por uma área de 7,29 km². Em 2010 a comuna tinha 86 habitantes (densidade: 11,8 hab./km²).